# Festival du cinéma américain de Deauville 2002
Le Festival du cinéma américain de Deauville 2002, la 28e édition du festival, s'est déroulé du 30 août au 8 septembre 2002.

## Jury

### Jury de la sélection officielle
|  | Nom                                | Qualité                   | Nationalité     |
|  | ---------------------------------- | ------------------------- | --------------- |
|  | Pierre Lescure (président du jury) | dirigeant de canal +      | France          |
|  | Chantal Akerman                    | réalisatrice              | Belgique        |
|  | Richard Anconina                   | acteur                    | France          |
|  | Jean-Marc Barr                     | acteur et réalisateur     | France          |
|  | Charles Berling                    | acteur                    | France          |
|  | Amira Casar                        | actrice                   | France          |
|  | Julie Gayet                        | actrice                   | France          |
|  | Irène Jacob                        | actrice                   | France - Suisse |
|  | Cédric Kahn                        | réalisateur et scénariste | France          |
|  | Bruno Wolkowitch                   | acteur                    | France          |

## Sélection

### En compétition
- Photo obsession de Mark Romanek
- The Safety of Objects de Rose Troche
- The Good Girl de Miguel Arteta
- Sonny de Nicolas Cage
- La Tentation de Jessica de Charles Herman-Wurmfeld
- Long Way Home de Peter Sollett
- L.I.E. Long Island Expressway de Michael Cuesta
- Blue Car de Karen Moncrieff
- Emmett's Mark de Keith Snyder
- La Secrétaire de Steven Shainberg

### Hors-compétition
- Les Sentiers de la perdition – Sam Mendes[1]
- Signes – M. Night Shyamalan[2]

### Hommages
- John Frankenheimer
- Harrison Ford
- Ellen Burstyn
- Matt Dillon
- Robert Evans

## Palmarès
| Prix                               | Lauréat |
| ---------------------------------- | --- |
| Grand prix                         | Long Way Home de Peter Sollett |
| Prix du jury                       | L.I.E. Long Island Expressway de Michael Cuesta (ex æquo) Photo Obsession (One Hour Photo) de Mark Romanek et L.I.E. de Michael Cuesta (ex æquo) |
| Prix de la critique internationale | Photo obsession de Mark Romanek |
| Prix du public « Première »        | Photo Obsession de Mark Romanek |
| Prix du public                     | Photo Obsession de Mark Romanek |
| Prix Michel-d'Ornano               | Filles perdues, cheveux gras de Claude Duty |